# Площа Шевченка (Костопіль)
Площа Т. Г. Шевченка — центральна площа міста Костопіль.

## Історія
14 листопада 1783 кухмістр великий коронний Леонард Ворцель отримує від короля Станіслава-Августа привілей з правом заснувати в селі Остальцях містечко під назвою Костпіль чи Костопіль. На кінець XVIII століття в Костополі налічувалося 30 дворів із населенням 248 чоловік (172 кріпаки, 4 шляхтичі, решта — міщани і вільні поселенці).
1793 року після поділу Польщі Правобережна Україна, у тому числі і Рівненщина, відходить до складу Російської імперії, де також панує жорстокий кріпосний гніт; проте і в нових умовах польська шляхта деякий час зберігає свої соціальні та політичні права. У 1860 році в Костополі проживають 304 особи. 1861 року Костопільський маєток стає власністю князя О. Чарторийського — великого волинського магната. Він був власником 23 тисяч десятин землі.
У 90-і роки XIX століття прокладена залізниця Рівне—Сарни—Лунинець; пожвавлюються промислове виробництво і торгівля. 1885 року Костопіль стає центром волості. У 1893 році побудовано храм св. Олександра Невського; він є зразком волинської монументальної архітектури кінця XIX—початку XX століття. За переписом 1897 року в місті проживають 1708 осіб.

## Культура
Культурний комплекс представлений Будинком культури, музичною школою, кількома бібліотеками, краєзнавчим музеєм тощо. Найбільш відомий своєю майстерністю колектив міста — народний ансамбль танцю «Веселка», відомий своєю участю у міжнародних фестивалях[джерело?].
Також беруть участь у громадському та культурному житті поліський гурт «Нивка» районного Будинку культури, народний аматорський ансамбль пісні і танцю «Калина», зразковий дитячий ансамбль «Журавлинка» дитячої музичної школи, циркова студія районного Будинку школярів та юнацтва.
22 травня 1995 року відбулося відкриття пам'ятника Тарасу Шевченку. Автори проекту скульптор Олександр Євтушенко, архітектор Віктор Бичковський. П’єдестал збудовано із житомирського червоного граніту, а бюст вилито із бронзи. 25 вересня 1996 року виконавчий комітет Костопільської міської ради затверджує сучасний герб і прапор Костополя. У вересні 2015 у Голівуді змонтовано документальний фільм про Костопіль.
12 липня 2015 року відкрито фонтан.

## Сучасність
Традиційно біля пам’ятника Т. Г. Шевченку проходять масові заходи як:
- Святкування Дня міста
- Дня Соборності України
- Дня Незалежності України та ін.